# Sakari Tuomioja
Sakari Tuomioja (ur. 29 sierpnia 1911 w Tampere, zm. 9 września 1964 w Helsinkach) – fiński polityk i prawnik, w latach 1945–1955 prezes Banku Finlandii i jednocześnie minister szeregu resortów, w latach 1953–1954 premier, w latach 1955–1957 ambasador w Londynie, a w latach 1961–1963 w Sztokholmie. W latach 1957–1960 sekretarz generalny Europejskiej Komisji Gospodarczej ONZ. Mediator pokojowy ONZ w Laosie 1959 i na Cyprze 1964.